# Vicepresidenti della Corte costituzionale della Repubblica Italiana
Il vicepresidente della Corte costituzionale della Repubblica italiana viene nominato dal presidente della Corte; cessa dall’incarico con la fine del mandato del presidente che lo ha nominato ma, fatti salvi i termini di scadenza dall'ufficio di giudice e ove non venga eletto lui presidente, può essere confermato dal nuovo presidente.
Inizialmente era definito semplicemente come un «giudice destinato a sostituire [il Presidente]  per il tempo necessario in caso di impedimento».

Dal dicembre 1971 la Corte, introducendo l'art. 22 bis nel suo Regolamento generale, ha stabilito che «il giudice [definito come sopra] assume il titolo di vice Presidente».

Inoltre, con la revisione del 16 maggio 1996 dell'art. 23 dello stesso Regolamento, la Corte ha stabilito che al giudice più anziano che presiede la Corte in caso di assenza del Presidente e del Vicepresidente «può essere conferito dalla Corte, su proposta del Presidente, il titolo di vice Presidente».

## Elenco cronologico
Dall'insediamento della Corte nel 1956 si sono succeduti 64 vicepresidenti; gli attuali vicepresidenti sono Francesco Viganò e Luca Antonini, in carica dal 21 gennaio 2025.
| Vicepresidente              | Dal               | Al                | Presidente  |
| --------------------------- | ----------------- | ----------------- | ----------- |
| Gaetano Azzariti            | 23 gennaio 1956   | 26 marzo 1957     | De Nicola   |
| Tomaso Perassi              | 6 aprile 1957     | 3 novembre 1960   | Azzariti    |
| Gaspare Ambrosini           | 4 marzo 1961      | 20 ottobre 1962   | Cappi       |
| Mario Cosatti               | 20 ottobre 1962   | 4 febbraio 1963   | Ambrosini   |
| Giuseppe Castelli Avolio    | 8 marzo 1963      | 15 luglio 1966    | Ambrosini   |
| Antonino Papaldo            | 18 luglio 1966    | 15 dicembre 1967  | Ambrosini   |
| Giuseppe Branca             | 16 gennaio 1968   | 4 aprile 1969     | Sandulli    |
| Michele Fragali             | 10 maggio 1969    | 9 luglio 1971     | Branca      |
| Michele Fragali             | 22 novembre 1971  | 2 agosto 1972     | Chiarelli   |
| Costantino Mortati          | 28 agosto 1972    | 20 dicembre 1972  | Chiarelli   |
| Giuseppe Verzì              | 28 dicembre 1972  | 16 febbraio 1973  | Chiarelli   |
| Giuseppe Verzì              | 23 febbraio 1973  | 1º agosto 1974    | Bonifacio   |
| Giovanni Battista Benedetti | 3 agosto 1974     | 11 luglio 1975    | Bonifacio   |
| Luigi Oggioni               | 15 luglio 1975    | 25 ottobre 1975   | Bonifacio   |
| Luigi Oggioni               | 18 dicembre 1975  | 9 maggio 1978     | Rossi       |
| Giulio Gionfrida            | 5 marzo 1979      | 28 giugno 1981    | Amadei      |
| Giulio Gionfrida            | 21 settembre 1981 | 10 ottobre 1981   | Elia        |
| Edoardo Volterra            | 14 ottobre 1981   | 23 gennaio 1982   | Elia        |
| Antonino De Stefano         | 26 gennaio 1982   | 15 luglio 1984    | Elia        |
| Guglielmo Roehrssen         | 16 luglio 1984    | 7 maggio 1985     | Elia        |
| Guglielmo Roehrssen         | 3 luglio 1985     | 13 gennaio 1986   | Paladin     |
| Antonio La Pergola          | 15 gennaio 1986   | 1º luglio 1986    | Paladin     |
| Virgilio Andrioli           | 2 luglio 1986     | 14 giugno 1987    | La Pergola  |
| Virgilio Andrioli           | 15 giugno 1987    | 26 ottobre 1987   | Saja        |
| Giovanni Conso              | 27 ottobre 1987   | 22 ottobre 1990   | Saja        |
| Ettore Gallo                | 23 ottobre 1990   | 3 febbraio 1991   | Conso       |
| Aldo Corasaniti             | 4 febbraio 1991   | 14 luglio 1991    | Gallo       |
| Giuseppe Borzellino         | 15 luglio 1991    | 14 novembre 1992  | Corasaniti  |
| Giuseppe Borzellino         | 15 novembre 1992  | 24 luglio 1993    | Casavola    |
| Francesco Greco             | 25 luglio 1993    | 13 novembre 1993  | Casavola    |
| Gabriele Pescatore          | 14 novembre 1993  | 14 gennaio 1995   | Casavola    |
| Ugo Spagnoli                | 16 gennaio 1995   | 25 febbraio 1995  | Casavola    |
| Vincenzo Caianiello         | 27 febbraio 1995  | 8 settembre 1995  | Baldassarre |
| Mauro Ferri                 | 9 settembre 1995  | 23 ottobre 1995   | Caianiello  |
| Luigi Mengoni               | 24 ottobre 1995   | 3 novembre 1996   | Ferri       |
| Enzo Cheli                  | 10 giugno 1996    | 3 novembre 1996   | Ferri       |
| Giuliano Vassalli           | 4 novembre 1996   | 4 novembre 1999   | Granata     |
| Francesco Guizzi            | 11 novembre 1999  | 13 febbraio 2000  | Vassalli    |
| Cesare Mirabelli            | 12 novembre 1999  | 13 febbraio 2000  | Vassalli    |
| Francesco Guizzi            | 23 febbraio 2000  | 21 novembre 2000  | Mirabelli   |
| Fernando Santosuosso        | 5 gennaio 2001    | 4 dicembre 2001   | Ruperto     |
| Massimo Vari                | 16 gennaio 2001   | 4 dicembre 2001   | Ruperto     |
| Massimo Vari                | 5 dicembre 2001   | 27 luglio 2002    | Ruperto     |
| Riccardo Chieppa            | 28 luglio 2002    | 2 dicembre 2002   | Ruperto     |
| Gustavo Zagrebelsky         | 5 dicembre 2002   | 23 gennaio 2004   | Chieppa     |
| Valerio Onida               | 28 gennaio 2004   | 13 settembre 2004 | Zagrebelsky |
| Carlo Mezzanotte            | 28 gennaio 2004   | 13 settembre 2004 | Zagrebelsky |
| Carlo Mezzanotte            | 22 settembre 2004 | 30 gennaio 2005   | Onida       |
| Fernanda Contri             | 10 marzo 2005     | 6 novembre 2005   | Capotosti   |
| Guido Neppi Modona          | 10 marzo 2005     | 6 novembre 2005   | Capotosti   |
| Franco Bile                 | 10 novembre 2005  | 9 luglio 2006     | Marini      |
| Giovanni Maria Flick        | 17 novembre 2005  | 9 luglio 2006     | Marini      |
| Giovanni Maria Flick        | 11 luglio 2006    | 8 novembre 2008   | Bile        |
| Francesco Amirante          | 14 novembre 2008  | 18 febbraio 2009  | Flick       |
| Ugo De Siervo               | 25 febbraio 2009  | 7 dicembre 2010   | Amirante    |
| Paolo Maddalena             | 10 dicembre 2010  | 29 aprile 2011    | De Siervo   |
| Paolo Maddalena             | 6 giugno 2011     | 30 luglio 2011    | Quaranta    |
| Alfio Finocchiaro           | 6 giugno 2011     | 30 luglio 2011    | Quaranta    |
| Alfio Finocchiaro           | 31 luglio 2011    | 5 dicembre 2011   | Quaranta    |
| Franco Gallo                | 6 dicembre 2011   | 27 gennaio 2013   | Quaranta    |
| Luigi Mazzella              | 29 gennaio 2013   | 16 settembre 2013 | Gallo       |
| Gaetano Silvestri           | 29 gennaio 2013   | 16 settembre 2013 | Gallo       |
| Luigi Mazzella              | 19 settembre 2013 | 28 giugno 2014    | Silvestri   |
| Paolo Maria Napolitano      | 30 luglio 2014    | 9 novembre 2014   | Tesauro     |
| Marta Cartabia              | 12 novembre 2014  | 24 febbraio 2016  | Criscuolo   |
| Giorgio Lattanzi            | 12 novembre 2014  | 24 febbraio 2016  | Criscuolo   |
| Giorgio Lattanzi            | 24 febbraio 2016  | 23 febbraio 2018  | Grossi      |
| Aldo Carosi                 | 24 febbraio 2016  | 23 febbraio 2018  | Grossi      |
| Marta Cartabia              | 24 febbraio 2016  | 23 febbraio 2018  | Grossi      |
| Marta Cartabia              | 8 marzo 2018      | 9 dicembre 2019   | Lattanzi    |
| Aldo Carosi                 | 8 marzo 2018      | 9 dicembre 2019   | Lattanzi    |
| Mario Rosario Morelli       | 8 marzo 2018      | 9 dicembre 2019   | Lattanzi    |
| Aldo Carosi                 | 11 dicembre 2019  | 13 settembre 2020 | Cartabia    |
| Mario Rosario Morelli       | 11 dicembre 2019  | 13 settembre 2020 | Cartabia    |
| Giancarlo Coraggio          | 16 settembre 2020 | 12 dicembre 2020  | Morelli     |
| Giuliano Amato              | 16 settembre 2020 | 12 dicembre 2020  | Morelli     |
| Giuliano Amato              | 18 dicembre 2020  | 28 gennaio 2022   | Coraggio    |
| Silvana Sciarra             | 29 gennaio 2022   | 18 settembre 2022 | Amato       |
| Daria de Pretis             | 29 gennaio 2022   | 18 settembre 2022 | Amato       |
| Nicolò Zanon                | 29 gennaio 2022   | 18 settembre 2022 | Amato       |
| Daria de Pretis             | 20 settembre 2022 | 11 novembre 2023  | Sciarra     |
| Nicolò Zanon                | 20 settembre 2022 | 11 novembre 2023  | Sciarra     |
| Franco Modugno              | 12 dicembre 2023  | 21 dicembre 2024  | Barbera     |
| Giulio Prosperetti          | 12 dicembre 2023  | 21 dicembre 2024  | Barbera     |
| Giovanni Amoroso            | 12 dicembre 2023  | 21 dicembre 2024  | Barbera     |
| Francesco Viganò            | 21 gennaio 2025   | in carica         | Amoroso     |
| Luca Antonini               | 21 gennaio 2025   | in carica         | Amoroso     |

## Statistiche
Escludendo i vicepresidenti in carica, gli altri 62 sono cessati dall'incarico:
- 30 per scadenza del mandato novennale di giudice;
- 1 per scadenza del mandato dodicennale di giudice;
- 27 per elezione a presidente;
- 3 mortis causa;
- 1 per mancata riconferma da parte del nuovo presidente (P. M. Napolitano).